# 可可夜總會獲獎與提名列表
《可可夜總會》（英語：Coco）是一部2017年的美國3D電腦動畫歌舞奇幻電影，由皮克斯動畫工作室製作、華特迪士尼影業發行。該片由李·安克里奇和阿德里安·莫利納共同執導，劇本由安克里奇、莫利納和馬修·阿爾德里奇共同編寫。故事講述一個名為米哥·李維拉的12歲男孩意外去到夜總會，他需要尋求自己的已故音樂家高祖父的幫助，把他送返現實世界。電影主要配音員包括安東尼·岡薩雷斯、蓋爾·賈西亞·貝納、班傑明·布萊特、芮妮·維克托、安娜·奧費莉亞·穆爾吉亞、阿蘭娜·烏巴赫、傑米·卡米爾、索菲亞·伊斯皮諾薩和愛德華·詹姆斯·奧莫斯。
電影最初於2017年10月20日在墨西哥莫雷利亞國際電影節舉行首映，下一週在各大墨西哥劇院發行，接着便於11月27日在美國和加拿大的3900多家影院上映。在影評網站爛番茄上根據226篇評論獲得了96%的好評。Metacritic上，根據46條評論獲得了81分，獲得了影評人與觀眾的普遍好評。
《可可夜總會》獲得了各種獎項和提名，其中最佳動畫片和最佳原創歌曲（《請記住我》）獲得了最多獎項與提名。電影被國家評論協會評選為2017年最佳動畫片。《可可夜總會》在第75屆金球獎獲得兩項提名，並成功奪下最佳動畫片獎。此外，它還獲得了評論家選擇電影獎最佳動畫片和最佳原創歌曲。電影在第45屆安妮獎中更獲得了13項提名，包括最佳動畫片獎、傑出動畫片導演獎、傑出動畫片編劇和岡薩雷斯的傑出動畫片配音獎等個人成就獎項。

## 榮譽
| 獎項                 | 頒獎日期       | 類別                                 | 獲獎或被提名人 | 結果   | 參            |
| -------------------- | -------------- | ------------------------------------ | --- | ------ | ------------- |
| 奧斯卡金像獎         | 2018年3月4日   | 最佳動畫長片                         | 《可可夜總會》 | 獲獎   | [ 7 ]         |
| 奧斯卡金像獎         | 2018年3月4日   | 最佳原創歌曲                         | 《Remember Me》 | 獲獎   | [ 7 ]         |
| 美國電影剪輯師艾迪獎 | 2018年1月26日  | 最佳動畫類影片剪輯                   | 史特夫·布魯姆 | 獲獎   | [ 8 ]         |
| 女性電影記者聯盟     | 2018年1月9日   | 最佳動畫片                           | 《可可夜總會》 | 獲獎   | [ 9 ]         |
| 女性電影記者聯盟     | 2018年1月9日   | 最佳動畫女性                         | 伊美黛祖奶奶 | 提名   | [ 9 ]         |
| 安妮獎               | 2018年2月3日   | 安妮獎最佳動畫片獎                   | 《可可夜總會》 | 獲獎   | [ 10 ]        |
| 安妮獎               | 2018年2月3日   | 最佳動畫視覺效果                     | 肖恩·格琳尼、戴夫·海爾、傑森·約翰斯頓、卡爾·卡潘和凱斯·丹尼爾·克洛恩                                                                             | 獲獎   | [ 10 ]        |
| 安妮獎               | 2018年2月3日   | 最佳動畫角色製作                     | 約翰·丘邱利 | 獲獎   | [ 10 ]        |
| 安妮獎               | 2018年2月3日   | 最佳動畫角色製作                     | 艾利森·拉特蘭 | 提名   | [ 10 ]        |
| 安妮獎               | 2018年2月3日   | 最佳動畫角色設計                     | 丹尼爾·阿里亞加、丹妮拉·斯扎利瓦、格雷格·戴克斯特拉、阿隆索·馬丁內斯和扎魯·賈斯丹爾                                                              | 獲獎   | [ 10 ]        |
| 安妮獎               | 2018年2月3日   | 最佳動畫導演                         | 李·安克里奇和阿德里安·莫里納 | 獲獎   | [ 10 ]        |
| 安妮獎               | 2018年2月3日   | 最佳配樂                             | 米高·吉亞奇諾、克莉絲汀·安德森-羅培茲、勞勃·羅培茲、格爾曼·佛朗哥和阿德里安·莫里納                                                               | 獲獎   | [ 10 ]        |
| 安妮獎               | 2018年2月3日   | 最佳美術指導                         | 哈利·傑瑟普、丹妮爾·范伯格、布林·伊瑪瑞、納撒尼爾·麥克勞克林和恩尼托·內梅斯奧                                                                    | 獲獎   | [ 10 ]        |
| 安妮獎               | 2018年2月3日   | 最佳動畫故事板                       | 迪恩·凱利 | 獲獎   | [ 10 ]        |
| 安妮獎               | 2018年2月3日   | 最佳動畫故事板                       | 馬德琳·莎莉芬恩 | 提名   | [ 10 ]        |
| 安妮獎               | 2018年2月3日   | 最佳配音                             | 安東尼·岡薩雷斯 | 獲獎   | [ 10 ]        |
| 安妮獎               | 2018年2月3日   | 最佳編劇                             | 阿德里安·莫里納和馬修·阿爾德里奇 | 獲獎   | [ 10 ]        |
| 安妮獎               | 2018年2月3日   | 最佳剪輯                             | 史特夫·布魯姆、李·安克里奇、格雷格·斯奈德和蒂姆·福斯                                                                                             | 獲獎   | [ 10 ]        |
| 非裔美國人影評人協會 | 2017年12月12日 | 最佳動畫片                           | 《可可夜總會》 | 獲獎   | [ 11 ]        |
| 非裔美國人影評人協會 | 2017年12月12日 | 十大電影                             | 《可可夜總會》 | 獲獎   | [ 11 ]        |
| 藝術指導公會         | 2018年1月27日  | 最佳動畫藝術指導                     | 哈利·傑蘇普 | 獲獎   | [ 12 ]        |
| 波士頓影評人協會     | 2017年12月10日 | 最佳動畫片                           | 《可可夜總會》 | 獲獎   | [ 13 ] [ 14 ] |
| 英國電影學院獎       | 2018年2月18日  | 最佳動畫片                           | 《可可夜總會》 | 待定   | [ 15 ]        |
| 美國電影音響協會獎   | 2018年2月24日  | 傑出動畫音效混音                     | 文斯·卡羅、克里斯多夫·博伊斯、麥可·斯曼內科、喬爾·伊瓦塔基和布萊克·柯林斯                                                                        | 待定   | [ 16 ]        |
| 芝加哥影評人協會     | 2017年12月12日 | 最佳動畫片                           | 《可可夜總會》 | 獲獎   | [ 17 ] [ 18 ] |
| 評論家選擇電影獎     | 2018年1月11日  | 最佳動畫片                           | 李·安克里奇 | 獲獎   | [ 19 ]        |
| 評論家選擇電影獎     | 2018年1月11日  | 最佳原創歌曲                         | 《Remember Me》 | 獲獎   | [ 19 ]        |
| 底特律影評人協會     | 2017年12月7日  | 最佳動畫片                           | 《可可夜總會》 | 提名   | [ 20 ]        |
| 佛羅里達影評人協會   | 2017年12月23日 | 最佳動畫片                           | 《可可夜總會》 | 獲獎   | [ 21 ] [ 22 ] |
| 喬治亞影評人協會     | 2018年1月12日  | 最佳動畫片                           | 《可可夜總會》 | 獲獎   | [ 23 ]        |
| 喬治亞影評人協會     | 2018年1月12日  | 最佳原創歌曲                         | 《Remember Me》 | 獲獎   | [ 23 ]        |
| 金球獎               | 2018年1月7日   | 最佳動畫片                           | 《可可夜總會》 | 獲獎   | [ 24 ]        |
| 金球獎               | 2018年1月7日   | 最佳原創歌曲                         | 《Remember Me》 | 提名   | [ 24 ]        |
| 金卷獎               | 2018年2月18日  | 最佳動畫電影音效剪輯                 | J·R·格魯布、克里斯多夫·博伊斯、馬歇爾·溫、麥可·希爾維斯、賈斯汀·杜爾尼、傑克·惠特克、泰瑞·埃克頓、迪伊·塞爾比、賈納·萬斯、丹尼·托普和傑佛瑞·禾根 | 待定   | [ 25 ]        |
| 金卷獎               | 2018年2月18日  | 最佳音樂類電影音效剪輯               | 史蒂芬·戴維斯和華倫·布朗 | 待定   | [ 25 ]        |
| 金番茄獎             | 2018年1月3日   | 最佳評論動畫電影                     | 《可可夜總會》 | 獲獎   | [ 26 ]        |
| 金番茄獎             | 2018年1月3日   | 最佳評論大規模發行                   | 《可可夜總會》 | 第九名 | [ 27 ]        |
| 音樂監督員協會獎     | 2018年2月8日   | 最佳電影音樂監督：預算超過2500萬美元 | 湯姆·麥克杜格爾 | 待定   | [ 28 ]        |
| 音樂監督員協會獎     | 2018年2月8日   | 最佳原創歌曲                         | 《Remember Me》 | 待定   | [ 28 ]        |
| 哈特蘭德影展         | 2017年11月23日 | 真實感動影片獎                       | 李·安克里奇 | 獲獎   | [ 29 ]        |
| 好萊塢電影獎         | 2017年11月5日  | 荷里活動畫獎                         | 李·安克里奇和達拉·K·安德森 | 獲獎   | [ 30 ]        |
| 好萊塢傳媒音樂獎     | 2017年11月16日 | 最佳原創歌曲—動畫電影                | 米高·吉亞奇諾 | 獲獎   | [ 31 ]        |
| 休斯頓影評人協會     | 2018年1月6日   | 最佳動畫片                           | 《可可夜總會》 | 獲獎   | [ 32 ]        |
| 休斯頓影評人協會     | 2018年1月6日   | 最佳原創歌曲獎                       | 《Remember Me》 | 獲獎   | [ 32 ]        |
| 人道主義電影獎       | 2018年2月16日  | 家庭片                               | 《可可夜總會》 | 待定   | [ 33 ]        |
| IGN獎                | 2017年12月19日 | 最佳動畫片                           | 《可可夜總會》 | 獲獎   | [ 34 ]        |
| 洛杉磯影評人協會     | 2017年12月3日  | 最佳動畫片                           | 《可可夜總會》 | 亞軍   | [ 35 ]        |
| 國家評論協會         | 2018年1月9日   | 最佳動畫片                           | 《可可夜總會》 | 獲獎   | [ 36 ]        |
| 紐約影評人協會       | 2018年1月3日   | 最佳動畫片                           | 《可可夜總會》 | 獲獎   | [ 37 ]        |
| 線上影評人協會       | 2017年12月28日 | 最佳動畫片                           | 《可可夜總會》 | 獲獎   | [ 38 ]        |
| 美國製片公會獎       | 2018年1月20日  | 傑出動畫電影製片人                   | 達拉·K·安德森 | 獲獎   | [ 39 ]        |
| 聖地牙哥影評人協會   | 2017年12月11日 | 最佳動畫片                           | 《可可夜總會》 | 提名   | [ 40 ]        |
| 衛星獎               | 2018年2月10日  | 衛星獎最佳動畫或混合媒體             | 《可可夜總會》 | 待定   | [ 41 ]        |
| 衛星獎               | 2018年2月10日  | 最佳混音                             | 《可可夜總會》 | 待定   | [ 41 ]        |
| 多倫多影評人協會     | 2017年12月10日 | 最佳動畫片                           | 《可可夜總會》 | 亞軍   | [ 42 ]        |
| 聖路易斯影評人協會   | 2017年12月17日 | 最佳動畫片                           | 《可可夜總會》 | 獲獎   | [ 43 ] [ 44 ] |
| 視覺效果協會獎       | 2018年2月13日  | 傑出動畫電影視覺效果                 | 李·安克里奇、達拉·K·安德森、柳大衛和麥可·K·奧布萊恩                                                                                              | 待定   | [ 45 ]        |
| 視覺效果協會獎       | 2018年2月13日  | 傑出動畫電影角色                     | 海克特（安隆·格羅弗、喬納森·霍夫曼、麥可·韓索和吉列爾梅·索爾布隆·哈辛托）                                                                        | 待定   | [ 45 ]        |
| 視覺效果協會獎       | 2018年2月13日  | 傑出電影環境視覺效果                 | 夜總會（麥可·弗雷德里克森、傑米·海克爾、喬納森·帕克和戴夫·斯特里克）                                                                             | 待定   | [ 45 ]        |
| 視覺效果協會獎       | 2018年2月13日  | 傑出動畫電影模擬視覺效果             | 克里斯托弗·坎貝爾、史蒂芬·居斯塔夫森、戴夫·海爾和凱斯·克翰                                                                                       | 待定   | [ 45 ]        |
| 華盛頓特區影評人協會 | 2017年12月8日  | 最佳動畫片                           | 《可可夜總會》 | 獲獎   | [ 46 ]        |
| 華盛頓特區影評人協會 | 2017年12月8日  | 最佳配音演出                         | 安東尼·岡薩雷斯 | 獲獎   | [ 46 ]        |
| 華盛頓特區影評人協會 | 2017年12月8日  | 最佳配音演出                         | 蓋爾·賈西亞·貝納 | 提名   | [ 46 ]        |
| 華盛頓特區影評人協會 | 2017年12月8日  | 最佳配樂                             | 米高·吉亞奇諾 | 提名   | [ 46 ]        |
| 女性影評人協會       | 2017年12月22日 | 最佳家庭片                           | 《可可夜總會》 | 獲獎   | [ 47 ]        |
| 女性影評人協會       | 2017年12月22日 | 最佳動畫女性                         | 《可可夜總會》 | 獲獎   | [ 47 ]        |

## 外部連結
- 互联网电影数据库（IMDb）上《Awards for 可可夜總會》的资料（英文）